# Merlin oder Das wüste Land
Merlin oder Das wüste Land ist ein Theaterstück von Tankred Dorst, das in der Zeit von 1978 bis 1980 nach Vorbildern aus der Artusepik entstand und am 24. Oktober 1981 unter der Regie von Jaroslav Chundela im Schauspielhaus Düsseldorf uraufgeführt wurde.
Tankred Dorst schreibt: „Merlin ist eine Geschichte aus unserer Welt: das Scheitern von Utopien.“ Am Ende des Monumentaldramas kehren die heidnischen Gottheiten in das zerfallende Reich des Königs Artus zurück. „Das wüste Land“ um Camelot ist „mit Kadavern“ übersät. Der nachgeborene Zuschauer sieht den Untergang dieses Reiches in Themse-Nähe bereits zu Anfang des Stücks kommen. War doch der verzagte König von drei übermächtigen Helfern auf den Thron lanciert worden. Erstens hatte Christus jene heidnischen Götter aus Südengland vertrieben. Zweitens hatte Merlin, der Sohn des Teufels, Artus mit Zauberkraft gestützt sowie dem Herrscher Utopien eingeblasen – zum Beispiel die vom Runden Tisch. Schließlich hatte drittens der Franzose Sir Lancelot angelsächsische Ritter auf dem Schlachtfeld unschädlich gemacht.

## Inhalt
Kurz nach seiner Geburt sieht Merlin, der als bereits Erwachsener geborene Zauberer, sein Ende voraus. Sein Vater, der Teufel, möchte ihn vom Auftrag überzeugen, den Menschen den Zugang zum Bösen zu erleichtern, dann das sei ihre wahre Natur. Merlin wehrt sich zunächst, macht aber dann auf Geheiß seines teuflischen Vaters dem jungen Artus Mut. Als Sohn des Königs Uther Pendragon und der Herzogin Igraine von Gorlois soll Artus Herrscher werden. König wird, wer das Schwert Excalibur aus einem Stein zieht. Engel und Geister helfen Artus. Als 14-jähriger König geworden, tritt Arthur immer noch wie ein dummer Schuljunge auf.
Ginevra und Artus werden als einander liebendes Königspaar vorgeführt. Mordred, der Sohn von Artus und Königin Morgause, meint, der Vater hasse ihn. Als Ginevra später Lancelot von Herzen liebt, schickt die treue Ehefrau in Kenntnis der eigenen Schwäche den Franzosen vorsichtshalber fort. Auch fernab von Camelot kann es Lancelot nicht lassen. Aus einem Briefwechsel mit Isolde erfährt Ginevra von dem Gerücht einer Liaison Lancelots mit Elaine. Als dann Lancelot nach Camelot zurückkehrt, wird der Ritter von Ginevra mit offenen Armen empfangen. Die Königin – auch ermutigt durch Isoldes Briefe – gibt alle Zurückhaltung auf und wird dem König untreu.
Elaine erscheint auf Camelot mit dem Kind Galahad im Steckkissen. Sie hofft vergeblich, das gemeinsame Kind brächte ihr Lancelot zurück, aber der Ritter liebt die Mutter seines Sohnes nicht mehr. Allerdings verliert Lancelot in der Szene, die ihm seine beiden Bettgenossinnen Ginevra und Elaine machen, den Verstand,
Der Ritter irrt fortan im Walde umher. Erneut wird er von einer Elaine – dieses Mal heißt sie Elaine von Astolat – errettet und anschließend geliebt. Als Lancelot bei Troste ist, verlässt er die Schöne. Elaine verliert nun ihrerseits den Verstand und bringt sich um. Lancelot – wieder auf Camelot – findet ohne Umwege in Ginevras Bett zurück.
Sir Galahad, inzwischen aufgewachsen, weist bei Hofe Mordreds Provokationen zurück. Mordred hatte auf den Rabenvater Lancelot angespielt. Sir Mordred sowie seine Brüder Sir Gaheris und Sir Agrawain erweisen sich als gnadenlose Schlächter. Sie bringen ihre 70-jährigen Mutter Morgause um, als sie sie in flagranti mit ihrem ihren Liebhaber Sir Lamorak im Bett vorfinden.
Als die Ritter der Tafelrunde zur Suche nach dem Gral aufbrechen, bleibt Artus bei Ginevra auf Camelot. Ginevra glaubt, Lancelot wird den Gral niemals finden. Lancelot trifft unterwegs auf Galahad, wird von dem Jungen im Kampfe besiegt und erkennt den Sohn erst nach der Niederlage. Beim anschließenden gemeinsamen Gebet in einer nahen Kapelle erblickt nur Galahad den Gral. Deprimiert kehrt Lancelot nach Camelot zurück.
Lancelot schläft mit Ginevra. Mordred und dessen Brüder ertappen das Liebespaar. Lancelot gelingt die Flucht, nachdem er Sir Agrawain erschlagen hat. Artus befiehlt, Ginevra soll verbrannt werden. Als der Henker den Scheiterhaufen ansteckt, springt Lancelot herzu, tötet Sir Gaheris sowie Sir Gareth und entführt die Verurteilte auf die französische Burg Joyeuse Garde. In der Fremde sehnt sich Ginevra nach Artus. Lancelot bringt die Geliebte nach Camelot zurück. Artus vergibt dem Liebespaar. Mordred kann seiner drei toten Brüder Agrawain, Gaheris und Gareth wegen nicht verzeihen. Lancelot geht unbewaffnet nach Frankreich. Wider Willen zieht Artus in den Krieg nach Frankreich und setzt zuvor Mordred auf den Thron. In Artus’ Gefolge will Sir Gawain den Tod seines kleinen Bruders Gareth rächen. Lancelot spaltet Gawain nach mehrtägigem Zweikampf den Kopf. Artus wird nach England zurückgerufen. Er muss gegen den Sohn um sein Königreich kämpfen. Mordred hatte Artus’ Tod erfunden, sich zum Herrscher ausgerufen und Ginevra vergeblich zum Weibe begehrt. Artus’ und Mordreds Ritterheere metzeln sich nieder. Artus erschlägt Mordred. Lancelot eilt Artus zu Hilfe, kommt jedoch zu spät. Ginevra – in Klausur – erhört ihren zurückgekehrten Franzosen nicht mehr und stirbt.
Artus, tödlich verwundet, übergibt Excalibur an Sir Kay, der das Schwert ins Meer werfen soll, was Sir Kay mit Widerstreben ausführt. Er lässt sich von seinem sterbenden Herrn nicht wegschicken. Drei Königinnen – Morgane le Fay, Morgause und Ginevra – geleiten Artus in einer Barke nach Avalon. Merlin sitzt als Gefangener der Fee Viviane in der Weißdornhecke fest.

## Form
Das Werk ist in fünf Teile gegliedert und besteht aus 97, teils recht kurzen Szenen. Die ersten beiden Teile umfassen zusammen sechs Szenen, der dritte Teil „Die Tafelrunde“ nimmt dagegen den größten Raum ein. Neben den für ein Drama typischen Dialogen und Szenen- und Regieanweisungen gibt es deutsche, lateinische, italienische und französische Einschübe, z. B. Gedichte und Lieder, Zitate und Briefwechsel sowie erzählende oder kommentierende Prosatexte.
Die Handlungszeit des Stücks, das Mittelalter, wird gelegentlich durchbrochen und verfremdet, zum Beispiel indem sich Ritter wie Menschen des 20. Jahrhunderts ausdrücken, oder Persönlichkeiten des 19. und 20. Jahrhunderts im Stück auftreten, so sitzt Mark Twain mit an der Tafelrunde. Dadurch verliert das Stück seinen spezifisch historischen Bezug zur Ritterzeit.
Die erzählte Zeit erstreckt sich über ein mehrere Jahrzehnte, Personen treten in unterschiedlichen Phasen ihres Lebens auf. So Sir Galahad, gezeugt, geboren und steht auch als fast Erwachsener auf der Bühne. Oder König Artus tritt anfangs als 14-Jähriger auf und bringt zum Schluss seinen Sohn Sir Mordred um.

## Interpretationen
Anlässlich der Erstaufführung des Stücks vor 20 Jahren schreibt der Kritiker des Deutschlandfunks in einem ausführlichen Essay: „Dorst erzahlt vom Scheitern jeglicher Utopie, in einem Bogen, der vom Erscheinen Christus‘ bis zu König Artus reicht, und mit dem Zerfall seiner Tafelrunde als Sinnbild menschlicher Ordnung zeigt: Die Zivilisation ist nur ein dünngewebter Teppich, der schnell ausbleicht, ausfranst, Löcher bekommt, und der gänzlich zu reißen droht, im Auf- und Abrechnen der Einzelnen mit- und untereinander. Ein Weltbild etwa, der im Zweiten Weltkrieg zerstörten Städte; ein Abgesang auf sozialistische Utopien, wie ihn Dorst 1968 mit seiner Revue , Toller‘ bereits anklingen ließ, all das ist eingebettet in ein opulentes und dabei sehr spielerisches Drama“.
In seinem Überblicksartikel über die Rezeption von Dorsts Stück schreibt Rüdiger Krohn, der ursprüngliche utopische Gehalt der Geschichte von der Tafelrunde erscheine hier widerlegt durch die Weise und Tendenz ihrer Darstellung: einen phantastischen Bilderbogen über das notwendige Scheitern jeder Utopie. Dorst bilde in seinem Merlin einen Generationskonflikt ab, wie er im Verlaufe der 70er Jahre auch die Veränderungen des öffentlichen Bewusstseins und dadurch einen gewissen Wandel der politischen Verhältnisse in der Bundesrepublik bewirkt habet. Die kritische Haltung, das Aufbegehren der Söhne gegenüber den Vätern erkläre sich aus der Überzeugung der Nachgeborenen, dass die „höhere Stufe der Menschheit“ wie sie von Artus und Merlin geschaffen worden sei, „obsolet und reformbedürftig“ sei und dass „jeder revolutionäre Aufbruch den Keim zu seinem Scheitern“ bereits in sich trage.

## Selbstzeugnisse
Tankred Dorst gliedert seinen Vortrag „Sich im Irdischen zu üben. Frankfurter Poetikvorlesungen“ in vier Abschnitte. Im zweiten – Merlins Zauber – stellt er klar, das Stück handele ebenso von einer Utopie wie sein Toller und führt zum Motiv aus: Merlin, des Teufels Sohn, wolle die Menschen zum Bösen führen und somit auf neue Art erlösen. Das Stück zirkuliere um vier Kreise. Über das ganze Stück hinweg kämpfe Merlin erstens vergeblich gegen seinen Vater. Der Runde Tisch, also die Tafelrunde, symbolisiere zweitens das oben genannte Utopische, die verzweifelte Suche der am Tisch sitzenden Ritter nach einer friedlichen Gesellschaft.

## Rezeption
„Merlin oder Das wüste Land“ zählt zu Dorsts meist gespielten und bis heute aufgeführten Bühnenwerken auf deutschsprachigen Theatern.

### Inszenierungen (Auswahl)
- 1981: Schauspielhaus Düsseldorf, Regie von Jaroslav Chundela, Uraufführung
- 1982: Münchner Kammerspiele. Regie: Dieter Dorn
- 1998: Wolfgang Borchert Theater, Münster. Regie: Ewa Teilmans
- 1999: Theater Basel. Regie: Stefan Bachmann[13]
- 2000: Deutsches Schauspielhaus, Hamburg, Regie: Jossi Wieler
- 2002: Schaubühne Berlin. Regie: Burkhard C. Kosminski
- 2010: Theater Bonn. Regie: David Mouchtar-Samorai
- 2011: Metropol Theater München. Regie: Jochen Schölch[14],
- 2011: Thalia Theater. Regie:  Antú Romero Nunes[15]
- 2011: Schauspielhaus Zürich. Regie: Christian Stückl[16]
- 2012: Nationaltheater Weimar, Regie: Sabine Auf der Heyde[17].
- 2015: Schauspielhaus Graz. Regie: Jan-Christoph Gockel[18]
- 2023: Schauspiel Essen, Regie: Lars-Ole Walburg[19]
- 2024: Vorstadttheater Basel, Regie: Matthias Grupp

### Bearbeitungen
1993 erarbeiteten Tankred Dorst und Ursula Ehler für den MDR eine Hörspielfassung. Regie: Walter Adler, Musik: Peter Zwetkoff, mit Ernst Jacobi als Merlin, Otto Sander als Teufel, Hans Peter Hallwachs als König Artus, Kirsten Block als Königin Ginevra, Sylvester Groth als Sir Lancelot, Philipp Schepmann als Parzival und Katharina Palm als Hanne.